# Hall of Fame Tennis Championships 1998 - Qualificazioni doppio
Le qualificazioni del doppio  dell'Hall of Fame Tennis Championships 1998 sono state un torneo di tennis preliminare per accedere alla fase finale della manifestazione. I vincitori dell'ultimo turno sono entrati di diritto nel tabellone principale. In caso di ritiro di uno o più giocatori aventi diritto a questi sono subentrati i lucky loser, ossia i giocatori che hanno perso nell'ultimo turno ma che avevano una classifica più alta rispetto agli altri partecipanti che avevano comunque perso nel turno finale.
Le qualificazioni del doppio del torneo Hall of Fame Tennis Championships 1998 prevedevano 4 coppie partecipanti di cui una è entrata nel tabellone principale.

## Teste di serie
1. Lleyton Hewitt /  Laurence Tieleman (primo turno)

1. Lorenzo Manta /  Steven Randjelovic (ultimo turno)

## Qualificati
1. Tommy Ho  /   Mitch Sprengelmeyer

## Tabellone

### Legenda
| - Q = Qualificato - WC = Wild card - LL = Lucky loser | - ALT = Alternate - SE = Special Exempt - PR = Protected Ranking | - w/o = Walkover - r = Ritirato - d = Squalificato |

|  | Primo turno | Primo turno                           | Primo turno                           | Primo turno | Primo turno |  |  | Ultimo turno | Ultimo turno                     | Ultimo turno                     | Ultimo turno | Ultimo turno |  |
|  |             |                                       |                                       |             |             |  |  |              |                                  |                                  |              |              |  |
|  |             | Tommy Ho Mitch Sprengelmeyer          | Tommy Ho Mitch Sprengelmeyer          | 7           | 6           |  |  |              |                                  |                                  |              |              |  |
|  | 1           | Lleyton Hewitt Laurence Tieleman      | Lleyton Hewitt Laurence Tieleman      | 6           | 4           |  |  |              | Tommy Ho Mitch Sprengelmeyer     | Tommy Ho Mitch Sprengelmeyer     | 6            | 7            |  |
|  | 2           | Lorenzo Manta Steven Randjelovic      | Lorenzo Manta Steven Randjelovic      | 7           | 6           |  |  | 2            | Lorenzo Manta Steven Randjelovic | Lorenzo Manta Steven Randjelovic | 3            | 6            |  |
|  |             | Lars Burgsmüller Oscar Burrieza-Lopez | Lars Burgsmüller Oscar Burrieza-Lopez | 6           | 3           |  |  |              |                                  |                                  |              |              |  |